# Príbovce
Príbovce – wieś (obec) na Słowacji położona w kraju żylińskim, w okręgu Martin.

## Położenie
Príbovce leżą w centralnej części Kotliny Turczańskij, na prawym brzegu rzeki Turiec, ok. 8 km na południe od Martina.

## Historia
Pierwsze wzmianki o miejscowości pochodzą z roku 1230. Leżała na głównym szlaku komunikacyjnym biegnącym przez Kotlinę Turczańską. Znajdowała się w niej stacja pocztowa, a z racji dogodnego położenia często odbywały się w niej zgromadzenia żupy turczańskiej. Mieszkańcy zajmowali się rolnictwem, pracą w miejscowym tartaku i wyrobem drewnianych naczyń. Od 1815 r. działała tu manufaktura tytoniowa.

## Demografia
Według danych z dnia 31 grudnia 2010, wieś zamieszkiwało 1084 osób, w tym 553 kobiet i 531 mężczyzn.
W 2001 roku rozkład populacji względem narodowości i przynależności etnicznej wyglądał następująco:
- Słowacy – 98,40%
- Czesi – 0,30%
- Polacy – 0,10%
- Rusini – 0,10%
- Ukraińcy – 0,10%
- Węgrzy – 0,20%

## Zabytki
- Kościół parafialny rzymskokatolicki pw. św. św. Szymona i Judy, murowany, z wieżą na osi, pierwotnie gotycki z XIV w., w 1640 r. przebudowany.

- Kościół ewangelicki, murowany z 1829 r., z wieżą na osi dobudowaną w 1901 r., wewnątrz część wyposażenia ze starszego kościoła.

- Dwór (tzw. Ujheliovská kúria) - murowany, parterowy, barokowo-klasycystyczny z początków XIX w.